# The Suitor
Pour plus de détails, voir Fiche technique et Distribution.
The Suitor (littéralement : Le Prétendant) est un film muet américain réalisé par Larry Semon et Norman Taurog, sorti en 1920.

## Synopsis
Inconnue.

## Fiche technique
- Titre : The Suitor
- Réalisation : Larry Semon, Norman Taurog
- Scénario : Larry Semon, Norman Taurog
- Producteur : Albert E. Smith
- Société de production : Vitagraph Company of America
- Société de distribution : Vitagraph Company of America
- Pays de production :  États-Unis
- Langue : film muet avec les intertitres en anglais
- Métrage : 600 m
- Format : Noir et blanc - 35 mm - 1,33:1  -  Muet
- Genre : Comédie
- Durée : 20 minutes
- Date de sortie : 
  - États-Unis : 1er novembre 1920

## Distribution
Source principale de la distribution :
- Larry Semon : le prétendant
- Lucille Carlisle : l'héritière
- Frank Alexander : le major Domo
- Al Thompson : "a lizard"
- William Hauber : le chef
- William McCall : Le père de la fille